# João Simão
João Paulo Pires Neffa Simão (* 11. November 1988 in Belo Horizonte) ist ein professioneller brasilianischer Pokerspieler. Der ehemalige Onlinepoker-Weltranglistenerste ist zweifacher Braceletgewinner der World Series of Poker.

## Pokerkarriere

### Online
Simão spielt seit Juni 2008 online unter den Nicknames INeedMassari (PokerStars sowie 888poker), joaosimaobh (partypoker sowie Full Tilt Poker) und galodoido13 (Americas Cardroom). Seine Onlinepoker-Turniergewinne lagen im September 2020 bei mehr als 9,5 Millionen US-Dollar, wobei der Großteil von über 5,5 Millionen US-Dollar auf PokerStars erspielt wurde. Vom 4. bis 10. Mai 2016 stand Simão erstmals für eine Woche auf Platz eins des PokerStake-Rankings, das die erfolgreichsten Onlinepoker-Turnierspieler weltweit listet. Insgesamt hatte er die Position für 4 Wochen inne. Von Oktober 2016 bis Jahresende 2021 gehörte Simão dem Team von partypoker an. Anfang August 2021 entschied er auf der Plattform GGPoker, bei der er unter seinem echten Namen spielt, ein Turnier der World Series of Poker Online für sich und sicherte sich ein Bracelet sowie eine Siegprämie von über 200.000 US-Dollar.

### Live
Seine erste Geldplatzierung bei einem Live-Turnier erzielte Simão im April 2010 in Florianópolis. Anfang Juli 2012 war er erstmals bei der World Series of Poker (WSOP) im Rio All-Suite Hotel and Casino am Las Vegas Strip erfolgreich und kam bei einem Turnier der Variante No Limit Hold’em in die Geldränge. Bei der WSOP 2013 erreichte er einen Finaltisch in Pot Limit Omaha Hi/Lo und belegte den achten Platz für ein Preisgeld von knapp 25.000 US-Dollar. Anfang Juni 2014 wurde Simão beim High Roller der Brazilian Series of Poker in São Paulo Zweiter für umgerechnet rund 85.000 US-Dollar. Mitte Januar 2015 gewann er ein Turnier des PokerStars Caribbean Adventures (PCA) auf den Bahamas mit einer Siegprämie von mehr als 80.000 US-Dollar. Ende November 2016 setzte sich Simão auch beim High Roller der World Poker Tour in Punta Cana durch und erhielt aufgrund eines Deals mit Alexandru Papazian 88.500 US-Dollar. Mitte April 2017 belegte Simão beim High Roller der partypoker Millions in Nottingham den fünften Platz für 85.000 britische Pfund, zu diesem Zeitpunkt umgerechnet mehr als 100.000 US-Dollar. Im Februar 2018 erreichte er bei zwei Super-High-Roller-Events der partypoker Millions Germany in Rozvadov den Finaltisch für über 360.000 Euro und wurde anschließend im Main Event Vierter für weitere 280.000 Euro Preisgeld. Im April 2018 belegte Simão beim €50k Super High Roller der partypoker Millions in Barcelona den sechsten Rang für 180.000 Euro. Mitte Januar 2019 gewann er ein Side-Event des PCA auf den Bahamas und sicherte sich eine Siegprämie von rund 185.000 US-Dollar. Im Wynn Las Vegas belegte der Brasilianer Mitte März 2022 bei einem Turnier der Wynn Millions Poker Series den mit rund 335.000 US-Dollar dotierten zweiten Platz. Bei der WSOP 2022, die erstmals im Bally’s Las Vegas und Paris Las Vegas ausgespielt wurde, entschied er ein Mixturnier aus No Limit Hold’em und Pot Limit Omaha für sich und erhielt sein zweites Bracelet und eine Auszahlung von knapp 700.000 US-Dollar. Ende Oktober 2023 erzielte Simão bei der PGT PLO Series II im Aria Resort & Casino am Las Vegas Strip fünf Geldplatzierungen und gewann das sechste Event, was ihm Preisgelder von rund 340.000 US-Dollar einbrachte.
Insgesamt hat sich Simão mit Poker bei Live-Turnieren mindestens knapp 5,5 Millionen US-Dollar erspielt und ist damit nach Yuri Dzivielevski der zweiterfolgreichste brasilianische Pokerspieler. Von April bis November 2016 spielte Simão als Teil der Sao Paulo Mets in der Global Poker League und kam mit seinem Team bis in die Playoffs.

### Braceletübersicht
Simão kam bei der WSOP 99-mal ins Geld und gewann zwei Bracelets:
| Jahr   | Buy-in (in $) | Turnier                                            | Teilnehmer | Preisgeld (in $) |
| ------ | ------------- | -------------------------------------------------- | ---------- | ---------------- |
| 2021 O | 1111          | GGPoker.com – Caesars Cares Charity Event          | 301        | 228.946          |
| 2022 O | 5000          | Mixed No-Limit Hold’em; Pot-Limit Omaha (8-Handed) | 788        | 686.242          |